# Mormyrus kannume
Mormyrus kannume is een straalvinnige vissensoort uit de familie van de tapirvissen (Mormyridae). De wetenschappelijke naam van de soort is voor het eerst geldig gepubliceerd in 1775 door Forsskål.

Bronzen amulet dat de Oxyrhynchus-vis voorstelt. Tussen 722 en 332 v.Chr., Late Periode. Museo Egizio, Turijn.